# 海門町
海門町（かいもんちょう）は、茨城県ひたちなか市の町名。海門町一丁目から海門町二丁目まであり、住居表示実施地域である。常住人口に基づく2024年（令和6年）6月30日現在の人口は496人、2010年（平成22年）10月1日現在の面積は0.3118857km2。郵便番号は311-1222。
那珂川の河口に開けた地域であり、都市計画道路に囲まれた住宅地が広がる。

## 地理
ひたちなか市の南東部、那珂湊地区（旧那珂湊市）の南端に位置する。北縁は湊公園、東縁は那珂湊漁港に隣接し、南縁を那珂川が流れ、海門橋によって対岸の大洗町と結ばれている。
- 河川 - 那珂川、万衛門川

北は湊中央一丁目、東は湊本町、南は那珂川をはさんで大洗町磯浜町・水戸市川又町、西は栄町一丁目と接する。

### 丁目
海門町は一丁目と二丁目から成り、町域の中央を南北に通る茨城県道108号那珂湊大洗線が丁目界になる。県道の東側が一丁目、西側が二丁目にあたる。
世帯数および人口（常住人口）は2024年（令和6年）6月30日現在、面積は2010年（平成22年）10月1日現在の値である。
| 丁目         | 世帯数  | 人口  | 面積         |
| ------------ | ------- | ----- | ------------ |
| 海門町一丁目 | 112世帯 | 250人 | 0.1368026km2 |
| 海門町二丁目 | 125世帯 | 246人 | 0.1750831km2 |
| 計           | 237世帯 | 496人 | 0.3118857km2 |

### 小・中学校の学区
市立の小・中学校に通学する場合、海門町全域が那珂湊第一小学校・那珂湊中学校の学区となる。

## 歴史

### 近世まで
海門町に相当する地域は、湊ないしは那珂湊と呼ばれてきた地域の一部であり、水戸市の六地蔵寺が所蔵する文書「聖教奥書」の文和4年11月26日（1355年12月30日）の項に「那珂湊」の文字が記されている。中世には常陸国吉田郡に属し一般に「湊」と呼ばれ、既に周辺地域における有力な港としての地位を築いていたと考えられている。近世には常陸国那珂郡浜田組に属し、湊村として当初は佐竹氏領、慶長14年（1609年）以降は水戸藩領であった。江戸時代の湊村は蝦夷地・陸奥国と江戸の間の物資輸送の中継港として賑わい、那珂川を介して下野国との間での取引も活発であった。湊村は水戸藩唯一の港であったことから重宝され、水戸藩別邸のい賓閣（いひんかく、「い」は「夕」の下に「寅」）が設けられたほか、藩内の長者番付の上位に湊村の商人が20人以上も入っていた。この頃には「海門」という地名はまだなく、海門町の一部にあたる辰ノ口には水戸藩が海防のための船蔵を設置し、対岸の磯浜村祝町とを結ぶ辰ノ口渡船（祝町渡船）は弘化年間（1844年 - 1847年）に水戸藩の運営となり、辰ノ口川番所が置かれた。

### 近代以降

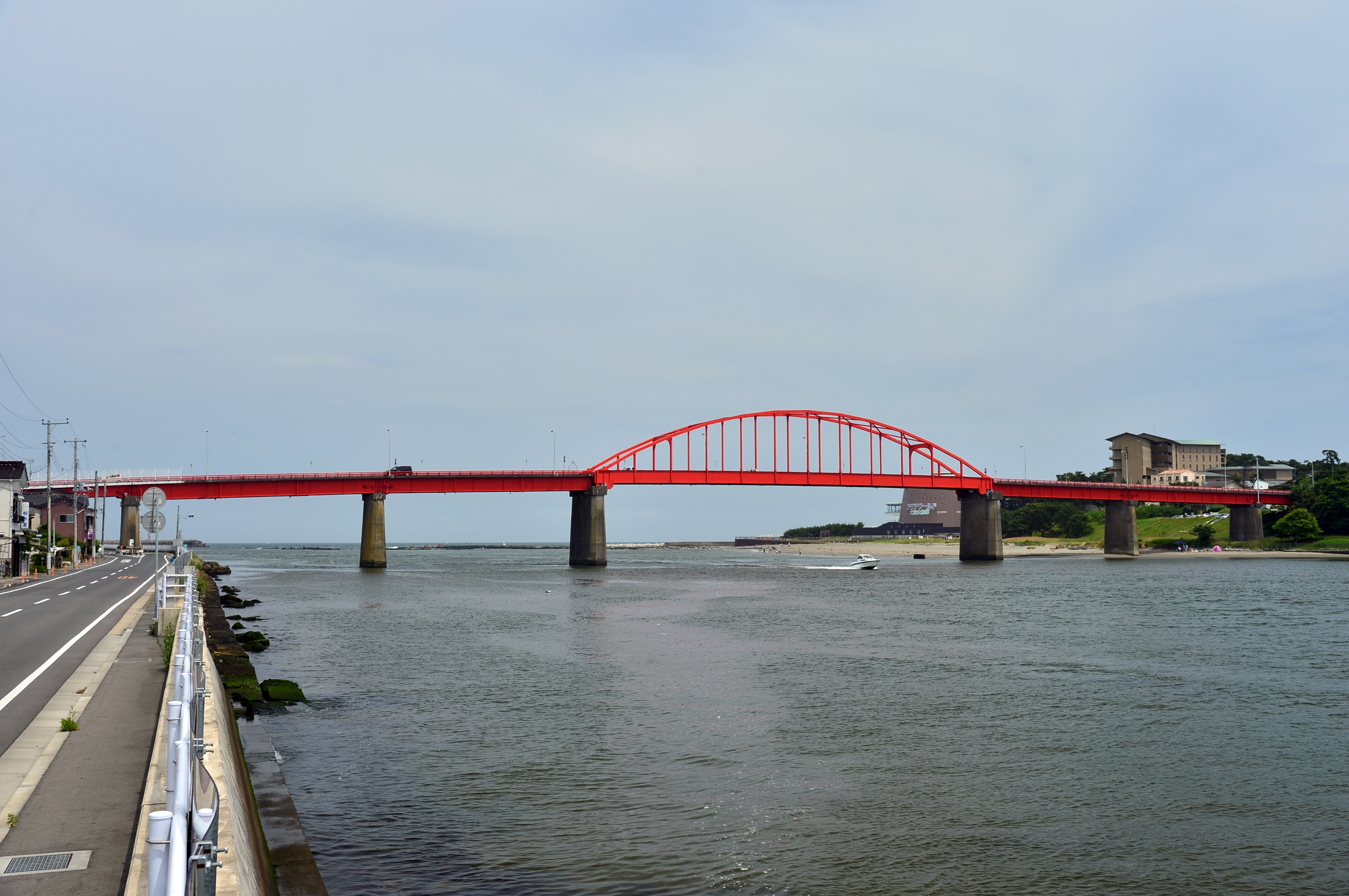
海門橋

町村制が施行されると、湊村は単独で町制を敷いて湊町となり、伝統的な漁業のほか、煙草製造業・甘藷切干（干しいも）製造業が発達し、那珂川の汽船や鉄道の開通といった交通網の充実も進んだ。海門町に相当する地域では、1895年（明治28年）11月9日に初代の海門橋が架橋され、1908年（明治41年）に静岡県で技術を学んだ宮崎利七が小川町に甘藷切干製造所を開設した。1930年（昭和5年）11月19日には4代目の海門橋が開通し、橋の上を水浜電車が通り、湊警察署前に水浜電車の終点となる電停が設けられた。しかし、この4代目海門橋は架橋時点ですでに傾いており、1938年（昭和13年）6月30日に大きな音を立てながら落橋した。1943年（昭和18年）、宮崎慶一郎による私立図書館「報恩会図書館」が開館した。
1954年（昭和29年）、那珂湊町は市制を施行して那珂湊市となり、大字なし地域にあった小字を町名化し、76町が成立した。海門町に相当する地域には御殿町・一町目・辰ノ口・堀川外・小川の5町が設けられた。同年5月、銚子海上保安部那珂湊分室の庁舎が建設された。
4代目海門橋の落橋後、再建が検討されたものの海門橋より上流側にある湊大橋の架橋の際に建設省へ「湊大橋1本で十分」と届け出ていたこともあり再建は難航し、1959年（昭和34年）7月20日にようやく開通式が行われた。1967年（昭和42年）4月1日、報恩会図書館が那珂湊市に寄贈され、那珂湊市立図書館となる。
1978年（昭和53年）、那珂湊中心部の地名整理が行われ、海門町が成立、同時に一丁目と二丁目が設置された。海門町の名前は海門橋に由来するが、「海門橋」の命名の経緯や命名者は不明である。同年5月8日、新しい那珂湊市立図書館（現・ひたちなか市立那珂湊図書館）が開館したことにより、旧図書館は「分館」となった。この分館は1983年（昭和58年）に珂湊市社会福祉会館2階へ移転し「海門分室」となり、2004年（平成16年）9月30日まで存続した。那珂湊海上保安部（旧・銚子海上保安部那珂湊分室、現・茨城海上保安部）は1990年（平成2年）2月に和田町に那珂湊運輸総合庁舎が完成したため海門一丁目から移転した。

### 沿革
- 1889年（明治22年）4月1日 - 町村制の施行により、那珂郡湊町となる。大字は編成せず。
- 1938年（昭和13年）4月1日 - 町名の変更により、那珂郡那珂湊町となる。大字は編成せず。
- 1954年（昭和29年） 3月31日 - 市制施行により那珂湊市となる。同時に現行の海門町地域に御殿町・一町目・辰ノ口・堀川外・小川の5町が成立する[6]。
- 1978年（昭和53年） - 町名整理により、那珂湊市海門町一丁目・二丁目となる。
- 1994年（平成6年）11月1日 - 那珂湊市が勝田市と合併し、ひたちなか市海門町一丁目・二丁目となる。

### 町名の変遷
| 実施後       | 実施年月日         | 実施前                           |
| ------------ | ------------------ | -------------------------------- |
| 海門町一丁目 | 1978年（昭和53年） | 御殿町・一町目・辰ノ口の一部     |
| 海門町二丁目 | 1978年（昭和53年） | 堀川外の全域、小川・辰ノ口の一部 |

## 交通
路線バス
- 海門橋北口バス停（茨城交通）[25][26]
  - 50系統 茨大前営業所
  - 50系統 水戸駅
  - 系統番号なし 大洗高校
  - 50系統・系統番号なし 那珂湊駅

道路
- 茨城県道108号那珂湊大洗線[8]
  - 海門橋

## 施設
| 海門町一丁目 - 那珂湊児童館 - 鍾馗神社 - 八百穂稲荷神社 - 金山神社 - 市場寿し海の駅店 | 海門町二丁目 - ひたちなか商工会議所那珂湊支所 - 海門町集会所 - 銭座稲荷神社 |